# Milicia
Il fiume Mìlicia ha origine alle pendici della Rocca Busambra, nel bosco Cappelliere, ed attraversa i comuni di Altavilla Milicia, Baucina, Bolognetta, Casteldaccia, Cefalà Diana, Marineo, Ventimiglia di Sicilia e Villafrati. Il suo tratto finale costituisce il confine amministrativo tra i comuni di Altavilla Milicia e Casteldaccia, affacciati sul Mar Tirreno. Alla sua foce si trova un ponte progettato da Ferdinando Fuga nel 1729.
(Giovanni Massa, La Sicilia in prospettiva, 1709)

## Origine del nome
Il toponimo Mìlicia compare per la prima volta nel 1398 con la forma Milicha, che indicava una masseria della zona.
L'etimologia più probabile è quella dal greco plurale μειλίχια (meilìchia), con il significato di «beni». Anticamente era noto come Fiume del Ponte Rotto, poiché «havendovi fatto Pietro Spetiale un ponte di pietra per commodità di passare [...] che egli fece a tutte sue spese già cento anni sono, detto ponte fu rovinato dall'impeto delle acque, e da questa rottura il fiume prese il nome di Ponte Rotto, il qual poi l'anno 1553 a spese del pubblico fu rifatto».